# 果てなく続くストーリー
「果てなく続くストーリー」（はてなくつづくストーリー）は、MISIAの9枚目のシングル。2002年1月30日発売。

## 概要
前作のコラボ・シングルから約1年1ヶ月ぶりの新曲は、エイベックス移籍第1弾シングル。NHKのソルトレークシティオリンピックのテーマ曲に起用。リミックス3曲を収録。

## 収録曲
全曲　作詞：MISIA／作曲：Toshiaki Matsumoto
1. 果てなく続くストーリー (Original Mix) (6:29)
（編曲：服部隆之）
2. 果てなく続くストーリー (Disco 2002 Mix) (5:45)
（編曲：Gomi）
3. 果てなく続くストーリー (Smooth Latin Mix) (5:28)
（編曲：Carlos Kanno & Tropical Jazz Big Band）
4. 果てなく続くストーリー (Hex Hector Remix) (7:30)
（編曲：Hex Hector）

## 収録アルバム
- MISIA GREATEST HITS（2002年） - ライブバージョン
- KISS IN THE SKY（2002年）
- MISIA REMIX 2003 KISS IN THE SKY（2002年） - Hex Hector Remix
- MISIA Love & Ballads -The Best Ballade Collection（2004年）
- スポコン! -Sports Music Compilation-（2009年）

## カバー
- サラ・ヘロニモが2004年にカバーし、同年発売のアルバム「Sweet Sixteen」に収録されている。
- 女性6人組ボーカルグループLittle Glee Monsterが2014年にカバーし、同年発売のグループのプレデビューアルバム「Little Glee Monster」に収録されている。